# جرانديزو مونيس
غرانديزو مونيس (18 أبريل 1912 – 4 فبراير 1989) كان سياسي تروتسكي إسباني تحول إلى شيوعي يساري بعد انفصاله عن الأممية الرابعة.  

## سيرة شخصية
دخل غرانديزو السياسة الثورية لأول مرة كعضو في Izquierda Comunista de España (ICE). ترأس هذه المجموعة أندرو نين وكانت متعاطفة مع آراء ليون تروتسكي وبالتالي كانت تابعة للرابطة الشيوعية الأممية.
عارض تروتسكي اسم المجموعة، الذي قال إنه غير دقيق ويعبر بشكل سيء عن برنامج البلاشفة اللينينيين . بالإضافة إلى ذلك، دخل في نزاع مع نين ووكالة الهجرة والجمارك عندما رفضوا اقتراحه بالانضمام إلى منظمة الشباب التابعة لحزب العمال الاشتراكي الإسباني (PSOE). ثم انقسمت غالبية أعضاء ICE مع تروتسكي، تاركين مجموعة صغيرة من البقية تضم غرانديزو مونيس.
مع بداية الحرب الأهلية الإسبانية في عام 1936، كان مونيس عضوًا في الحزب البلشفي اللينيني الصغير. سعت هذه المنظمة إلى التأثير على صفوف حزب العمال الأكبر للتوحيد الماركسي ( POUM ) وعملت أيضًا بشكل وثيق مع الفوضويين الأكثر يسارية في عمود دوروتي .
كان التروتسـكيون من بيـن الـقلائل الذين عارضـوا حـكومة الجبهة الشعبية وشاركوا علنًا في أيام مايو عام 1937. أدى هذا الـحدث إلى قمعهم من قبل الـحكومة، التي كـان يـسيطر عليها الستالينـيون الآن. وهذا يعني أن مؤنس اضطر إلى العمل بشكـل غير قانوني واضطر إلى الفرار خوفا على حياته. عدد من المقاتلين الإسبان المناهضين للفاشية
تم القـبض عليه في 13 فبراير 1938  ولكن في العام التالي، قبل وقت قصير من سقوط برشلونة ، تمكن من الهروب من سجن مونجويك [الإنجليزية] ، وعبور خطوط فرانكو والعبور في النهاية عبر الحدود إلى فرنسا. لقد أعلن عن مصيره في مقابلة مع الصحيفة التروتسكية الفرنسية La Lutte Ouvrière والتي نشرت في عددي 24 فبراير و3 مارس 1939.
في ربيع عام 1940، فر مونيس مـن فرنسا إلـى المكـسيك، حـيث التـقى بتـروتسكي، ثـم إلى نيويـورك، حيـث حـضر المـؤتمر الطارئ للأممية الرابعة في مايو 1940. وعندما عاد إلى المكسيك في شهر أغسطس من ذلك العام، ألقى كلمة في جنازة ليون تروتسكي. 
قضى مونيس ما تبقى من سنوات الحرب في المكسيك، حيث أعاد تأسيس قسم من الأممية الرابعة بين المنفيين الإسبان. نجح في إصدار عددين من مجلة مطبوعة في 19 دي خوليو ، ثم بدأ في إصدار دورية مطبوعة بعنوان "كونترا لا كورينتي" . تمت ترجمة بعض المقالات في هذه المجلات إلى الجهاز النظري لحزب العمال الاشتراكي الدولي الرابع . وقد ساعده في هذا الجهد الشاعر السريالي الفرنسي بنيامين بيريه ، الذي فر أيضًا إلى المكسيك. 
خـلال الحـرب وسـنوات ما بـعد الحرب مـباشرة، بـدأ مونـيس في خلافـات مع الأمانة الدولية الرابعة ومقرها نيويـورك، ومـع حزب العمال الاشتراكي فـي الولايات المتـحدة. بـدأت هـذه في البداية بنقـد تصـرفات قادة حـزب العمال الاشـتراكي خـلال محاكمات مينيـابوليس. عـلى المـستوى الأيديولـوجي، ادعى أن الاتحاد السوفييتي لـم يعد دولة عمالية مـن أي نوع، بل دولة رأسمـالية . كـما رفض الجبهات الموحدة مع الأحزاب الستالينية والأجزاء الرئيسية من البرنامج الانتقالي بما في ذلك التأميم وحكومة الأحزاب العمالية التقليدية. كما كانت لديه خلافات تنظيمية مع الأممية الرابعة. وقد أيده في بعض هذه الانتقادات ناتاليا سيدوفا ، أرملة ليون تروتسكي. في المؤتمر العالمي الثاني للأممية الرابعة، اعترض مونيس مع ماكس شاختمان من حزب العمال ، لكن تمت إدانته في النهاية من قبل الأمانة العامة. 
بعد الحرب، استقر مونيس في باريس وبدأ في نشر مجلة دورية جديدة بعنوان "الثورة" ، والتي أعلنت انفصالها رسميًا عن الأممية الرابعة في نوفمبر 1948. بحلول عام 1949، كان أتباعه يطلقون على أنفسهم اسم Grupo Comunista Internacionalista de España. في عام 1951 عاد مونيس وجي كوستا إلى إسبانيا لتنظيم حركة تحت الأرض في أعقاب إضراب الترام في برشلونة. لكنهم لم ينجحوا واعتقلتهم السلطات الفرانكوا عام 1952 وحكمت عليهم بالسجن لمدة عشر سنوات. أطلق سراح مؤنس عام 1957 وعاد إلى باريس، حيث بدأ بنشر أورغن جديد، ألارما . مع استرخاء النظام فرانكو في أواخر الستينيات وأوائل السبعينيات، تمكنت مجموعة مونيس من تكوين أتباع صغيرين داخل إسبانيا، على الرغم من أن مونيس نفسه استمر في العيش في فرنسا. بحلول وقت وفاة فرانكو، في منتصف السبعينيات، بلغ عدد هذه المجموعة حوالي 50 شخصًا. ومع ذلك، فإن الخلافات بين المنفيين في باريس والموظفين الأصغر سنا في برشلونة عجلت بعملية التطهير التي قام بها المنفيون من المجموعة الإسبانية حتى لم يبق سوى عضوين أو ثلاثة أعضاء فقط في عام 1983 
كان لمونيس أيضًا أتباع في العديد من البلدان الأخرى، وفي أواخر السبعيـنيات تم تـنظيمهم فـي " تخـمير العمال الثوري" مع أقسـام في فرنـسا وإيـطاليا والـيونان والولايات المتحدة. غادرت المجموعة الأمريكية، اللجنة المنظمة للولايات المتحدة أو FOCUS، في عام 1981 تضامنًا مع الأعضاء الإسبان المطرودين. 
كتب مونيس العديد من المقالات والكتب في حياته، أشهرها البيان الشيوعي الثاني [الإنجليزية] وتاريخ الحرب الأهلية الإسبانية.

## اعمال محددة
- نقابات ضد الثورة
- Qua son las Alianzas Obreras مدريد : الطبعة الشيوعية، 1934

## روابط خارجية
- أرشيف غرانديزو مونيس في أرشيف الماركسيين على الإنترنت